# John Ngugi
John Ngugi (auch John Ngugi Kamau; * 10. Mai 1962 in Nyahururu) ist ein ehemaliger kenianischer Langstreckenläufer. Er war 1988 Olympiasieger im 5000-Meter-Lauf.

## Leben
Ngugis erster internationaler Erfolg war 1986 der Sieg bei den Crosslauf-Weltmeisterschaften. Auch in den nächsten drei Jahren wurde er Weltmeister im Crosslauf.
Doch auch auf der Bahn war er stark. Bei den Leichtathletik-Weltmeisterschaften 1987 in Rom galt er als einer der Favoriten über 5000 Meter, nachdem er seinen Vorlauf gewonnen hatte. Im Finale übernahm Ngugi nach dem zweiten Kilometer die Führung, wurde jedoch in der letzten Runde überspurtet und landete auf dem für ihn enttäuschenden zwölften Platz.
Bei den Olympischen Spielen 1988 in Seoul war Ngugi erneut Favorit. Nach einem Kilometer übernahm er wie gewohnt die Führung. Obwohl sein Abstand wegen des Schlussspurts seiner Gegner geringer wurde, gewann er dennoch mit dreißig Metern Vorsprung.
Bei den Commonwealth Games 1990 in Auckland versuchte Ngugi, genau die gleiche Taktik wie in Seoul anzuwenden. Obwohl er in der zweiten Runde stolperte, auf den Boden fiel und 35 Meter Rückstand auf das Feld hatte, vermochte er zur Spitzengruppe aufzuholen und einen Vorsprung von 40 Metern herauszulaufen. Doch dieses Mal war der Vorsprung nicht groß genug, Ngugi wurde vom Australier Andrew Lloyd um acht Hundertstelsekunden geschlagen.
1992 siegte er zum fünften Mal bei den Crosslauf-Weltmeisterschaften. Nur Kenenisa Bekele konnte bislang öfter diesen Titel holen (Stand 2008).
1993 wurde er von der IAAF für vier Jahre gesperrt, nachdem er sich einer unangemeldeten Dopingkontrolle in seiner Heimat verweigerte. Ngugi beteuerte, er habe die Kontrolleure nicht als solche erkennen können. 1995 wurde die Sperre wegen „außergewöhnlicher Umstände“ aufgehoben. Man zog in Betracht, dass Ngugi keine Instruktion von den Funktionären seines Landes erhalten hatte und selbst nicht über eine formale Bildung verfügte, mit der er das Regelwerk alleine hätte verstehen können. Die zweijährige Zwangspause hatte jedoch faktisch seiner Karriere ein Ende gesetzt.
Nach einer Reihe geschäftlicher Misserfolge fasste er Ende der 2000er Jahre wieder Fuß und gründete die John Ngugi Foundation, eine Stiftung, mit der er Nachwuchssportler fördert.